# Congregació per a l'Evangelització dels Pobles

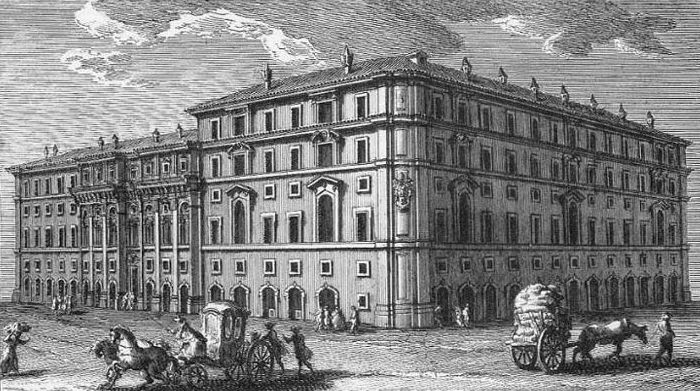
El Palau di Propaganda Fide, seu de la Congregació per a l'evangelització dels pobles a Roma

La Congregació per a l'Evangelització dels Pobles (en llatí Congregatio pro Evangelizatione Gentium) és la Congregació de la Cúria Romana responsable del treball missioner i de les activitats que hi estan vinculades. És més coneguda pel seu antic nom «Sagrada Congregació per a la Propagació de la Fe» (en llatí Sacra Congregatio de Propaganda Fide), nom abandonat el 1982 pel papa Joan Pau II, a causa de la connotació negativa adoptada avui pel terme propaganda.

## Història

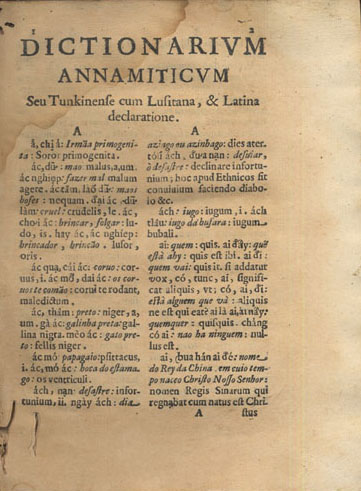
El Dictionarium Annamiticum Lusitanum et Latinum d'Alexandre de Rhodes, publicat per la Congregació el 1651

La Congregació va ser fundada l'any 1622 per la butlla Inscrutabili Divinae del Papa Gregori XV. La seva missió és la propagació del catolicisme i la resolució de casos relacionats amb l'Església Catòlica als països no catòlics. La importància de les seves responsabilitats i l'abast extraordinari de la seva autoritat i els territoris sota la seva jurisdicció li han valgut al Cardenal Prefecte a càrrec d'aquesta Congregació el sobrenom de «Papa Roig».
La seva seu es troba a Palau di Propaganda Fide, obra arquitectònica de Bernini i Borromini.

## Prefectes

### Sagrada Congregació per a la Propagació de la Fe (1622-1982)
- Antonio Maria Sauli (1622)
- Ludovico Ludovisi (1622 - 1632)
- Antoine Barberini (1632 - 1671)
- Paluzzo Paluzzi Altieri Degli Albertoni (1671 - 1698)
- Carlo Barberini (1698 - 1704)
- Giuseppe Sacripante (1704 - 1727)
- Vincenzo Petra (1727 - 1747)
- Silvio Valenti Gonzaga (1747 - 1756)
- Giuseppe Spinelli (1756 - 1763)
- Giuseppe Maria Castelli (1763 - 1780)
- Leonardo Antonelli (1780 - 1795)
- Hyacinthe-Sigismond Gerdil (1795 - 1802)
- Stefano Borgia (pro-prefecte 1798 - 1800, prefecte 1802 - 1804)
- Antonio Dugnani (1804 - 1805)
- Michele di Pietro (1805 - 1814)
- Lorenzo Litta (1814 - 1818)
- Francesco Fontana (1818 - 1822)
- Ercole Consalvi (pro-prefecte 1822 - 1824, prefecte 1824)
- Giulio Maria della Somaglia (pro-prefecte 1824 - 1826)
- Mauro Capellari (1826 - 1831)
- Carlo Maria Pedicini (1831 - 1834)
- Giacomo Filippo Fransoni (1834 - 1856)
- Alessandro Barnabò (1856 - 1874)
- Alessandro Franchi (1874 - 1878)
- Giovanni Simeoni (1878 - 1892)
- Mieczysław Ledóchowski (1892 - 1902)
- Girolamo Maria Gotti (1902 - 1916)
- Domenico Serafini (pro-prefecte 1916, prefecte 1916 - 1918)
- Willem Marinus van Rossum (1918 - 1932)
- Pietro Fumasoni Biondi (1933 - 1960)
- Samuel Stritch (pro-prefecte 1958)
- Gregori-Pere Agagianian (pro-prefecte 1958 - 1960, prefecte 1960 - 1970)
- Agnelo Rossi (1970 - 1982)

L'any 1982 la congregació canvia de denominació

### Congregació per a l'evangelització dels pobles (1982-actualitat)
- Agnelo Rossi (1982 - 1984)
- Dermot J. Ryan (pro-prefecte 1984 - 1985)
- Jozef Tomko (pro-prefecte 1985, prefecte 1985 - 2001)
- Crescenzio Sepe (2001 - 2006)
- Ivan Dias (2006 - 2011)
- Fernando Filoni (2011-)